# Skovgårdsgade
Skovgårdsgade i Aarhus går fra Carl Blochs Gade og ender ved Scandinavian Congress Center og Musikhuset, med trappe op til Thomas Jensens Allé og Musikhusparken. Tidligere endte den bagved Vester Allés kasernearealer.
Gaden blev anlagt mellem 1900 og 1920. Den blev navngivet i 1899 efter den danske kunstmaleren Peter Christian Thamsen Skovgaard, kendt som P.C. Skovgaard (1817-1875). Sidegader til Skovgårdsgade er Marstrandsgade, Sonnesgade og Lundbyesgade.
I gaden lå den tidligere Godsbanegård, der i dag er Kulturproduktionscentret Godsbanen.

## Toguheld i Skovsgårdsgade
Skovgårdsgade 2-4. I september 1972 løb nogle godsvogne løbsk på baneterrænnet, forcerede en lang jordvold mod Skovgårdsgade, og kørte ind i Skovgårdsgade 4. Der skete stor materiel skade, men ingen personskade. Dette var hverken første eller sidste gang det skete; to uger efter var den også gal, og i 1997 gik det ud over både nr. 2 og nr. 4.